# Mount Bradley
Mount Bradley är ett berg i Antarktis. Det ligger i Västantarktis. Argentina, Chile och Storbritannien gör anspråk på området. Toppen på Mount Bradley är 835 meter över havet, eller 334 meter över den omgivande terrängen. Bredden vid basen är 0,67 km.
Terrängen runt Mount Bradley är kuperad åt sydost, men åt nordväst är den bergig. Trakten är obefolkad. Det finns inga samhällen i närheten.